# Richard Fortus
Richard Fortus (Saint Louis, 17 novembre 1966) è un chitarrista statunitense, attualmente membro dei Guns N' Roses.
Durante la sua carriera ha collaborato con numerosi artisti per la realizzazione di album e tour dal vivo ed ha militato in gruppi quali Thin Lizzy e The Dead Daisies. Con questi ultimi ha inciso un album ed un EP. Vanta inoltre la partecipazione a componimenti orchestrali e colonne sonore di film, show televisivi e spot pubblicitari.

## Biografia
Inizia a studiare musica da bambino proseguendo ininterrottamente fra scuole d'arte ed università, studiando con passione i vari stili: jazz, musica classica, blues e rock. Impara a suonare, oltre alla chitarra, anche il violino, il violoncello, il mandolino e il basso.
Appassionato di punk rock, indie rock e alternative rock, si concentra maggiormente sulla chitarra e inizia la sua strada affermandosi nella scena del Midwest, formando nel 1984 i The Eyes, band alternative con la quale autoproduce un singolo dal titolo "Freedom in a Cage". Nel 1990, dopo aver firmato con l'Atlantic Records, il gruppo cambia nome in Pale Divine e successivamente pubblica l'album "Straight to Goodbye"(1991).
I Pale Divine supportano in tour gli Psychedelic Furs, fatto che segnerà la nascita del rapporto lavorativo tra Richard Fortus e il cantante dei Furs, Richard Butler. Nel 1992, Fortus si unisce ai Furs in tour, questa volta come membro effettivo.
Successivamente Fortus forma i Love Spit insieme a Richard e Tim Butler. La band rilascia un album omonimo nel 1994 per l'etichetta Imago/RCA Records. 
Alla fine degli anni novanta Fortus inizia una collaborazione con il musicista techno-rock BT. Con lui registra colonne sonore di film e dischi e inoltre partecipa ad un tour nel 2000. Diventa inoltre partner nella compagnia Compund, per la quale si occupa della musica per gli spot tv, per gli show a tema, per i trailer dei film, per i videogame, per i film e per molto altro. In questo periodo, Fortus lavora con il fotografo Michael Halsband e si occupa della colonna sonora del film "Surf Movie".
Nel 2001 Fortus diventa membro dei Guns N' Roses e inizia un tour con la band, oltre a partecipare alla lavorazione dell'album Chinese Democracy. L'album viene pubblicato nel 2008.
Nel 2004 Fortus collabora al primo disco solista di Tommy Stinson, suo compagno nei Guns N' Roses, band in cui viene chiamato nel 2002 per sostituire Paul Tobias.
L'ingresso nei Guns N' Roses non impedisce a Fortus di collaborare con numerosi artisti per la realizzazione di album o per eventuali tour o esibizioni, da Enrique Iglesias a Rihanna passando per i Thin Lizzy fino ad arrivare a collaborazioni con industrie cinematografiche e compagnie teatrali. Fortus ha infatti suonato nel musical Repol! The genetic opera e si è occupato delle colonne sonore dei film Role Models, Monster e Fast and Furious.
Nel 2013 Fortus si unisce ai The Dead Daisies, un supergruppo formato da Jon Stevens (INXS) e David Lowy (Mink).
La band apre i concerti degli ZZ Top, degli Aerosmith, degli Alice in Chains, dei Jane's Addiction e di molti altri. Il primo tour da headliner della band avviene nel febbraio 2014 in Australia, portando all'apertura dei concerti dei KISS in America. Nel 2014 viene pubblicato l'Ep Face I Love. Nel 2015 il gruppo pubblica il secondo album in studio, "Revolución", che vede Fortus alla chitarra solista.
Nel gennaio 2016 Fortus decide di lasciare il gruppo per dedicarsi ad altri progetti tra i quali un nuovo album con i Guns N' Roses, dopo il rientro di due dei membri originali.
Di lui, Axl Rose ha detto: "Fondamentalmente, Richard è il tipo che abbiamo sempre cercato".

## Strumentazione

### Chitarre
- Gibson ES 295 '54
- Gibson Les Paul Jr '54
- Gibson Les Paul '59 Dark Burst RI
- Gibson Les Paul Jr '59 TV JR
- Martin acoustic guitar '62
- Gibson SG Special '62
- Fender Jazzmaster Sonic Blue '62
- Epiphone '63
- Gibson Firebird '63
- Gibson J45
- Danelectro '64
- Gibson ES125 '68
- Fender Telecaster '71
- Gibson Les Paul '72
- Gibson ES325 '73
- Martin Acoustic Guitar 1911
- Collings Brazilian
- Dan Armstrong
- Danelectro Baritone
- Gibson ES355
- Gretsch '66
- Martin '62 D28 Brazilian
- Takamine classic
- Gibson Les Paul Black LP
- Trussart Steel Caster

### Effetti
- Electro-Harmonix Pog
- Xotic RC Booster
- Hiwatt Custom Tape Echo
- Prescription Electronics Vibe Unit
- Emma Electronic DiscoBOBulator
- Ibanez CF7
- Boss Hyper Fuzz
- Love Pedal
- Arion Stereo Chorus
- Yamaha AG Stomp
- Boss acoustic simulator
- Tc Electronics Flashback Delay

### Amplificatori
- 13 Amps 100 W
- Cornford 100 W
- Hiwatt '71 50 W
- Fender Amps
- Marshall Amps
- Gibson Ranger
- Diezel Amps
- Supro Amps

## Discografia

### Con i Guns N'Roses
- Chinese Democracy (2008)

### Con i The Dead Daisies
- Face I love (2014)
- Revolucion (2015)

### Con i Pale Divine
- Straight to Goodbye (1991)

### Con i Love Spit
- Love Spit (1994)